# Особняк Яушевых (Челябинск)
Особняк Яушевых в Челябинске — памятник архитектуры, объект культурного наследия, расположенный в г. Челябинске по соседству с одним из пассажей Яушевых.

## История
Фирма Яушевых приобрела участок с двумя постройками на Сибирской улице на рубеже XIX и XX веков. В 1896 году на месте прежних построек возведено двухэтажное каменное жилое здание.
По состоянию на 1911 год владельцами здания числились, среди прочих членов семьи, Муллагали Яушев, Латиф Шарипович Яушев и Фатиха Аитова (урождённая Яушева).
После Октябрьской революции здание было национализировано, многие из прежних хозяев эмигрировали из России.
В 1922 году здание перешло в ведение Челябинского губернского отдела народного образования, в 1923 г. в него переехал музей Местного края (ныне Государственный исторический музей Южного Урала).
С музеем связаны имена нескольких деятелей местной и общероссийской истории и науки: И. Г. Горохова, С. Н. Дурылина, И. М. Крашенинникова. В 1924 г. музей посетил нарком просвещения Анатолий Луначарский.
2 ноября 1929 г. здание было преобразовано в общежитие курсантов по подготовке рабочих в ВТУЗы.
В 1988 г. зданию был присвоен статус памятника истории. На тот момент в нём располагалась санитарно-эпидемиологическая станция Центрального района Челябинска.
По состоянию на 2020 год здание занимает Роспотребнадзор по Челябинской области.

## Архитектура
Здание имеет два этажа, Г-образное в плане. Расположено по красной линии ул. Труда и обращено к ней лицевым, южным, фасадом. Фундамент ленточный бутовый. Основной материал — красный глиняный кирпич, стены главного фасада окрашены.

## Галерея
- Сибирская улица, фото до 1917 г. В правой части фото — пассаж и особняк Яушевых
- Памятная доска на фасаде здания
- Остатки стены с каменно-известковой кладкой с левой задней (северо-западной) стороны пристройки к зданию
- Левая задняя (северо-западная) сторона здания, вид со двора
- Стена, выходящая на пассаж Яушевых